# Problème du calcul économique

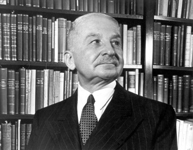
Ludwing von Mises

Le problème du calcul économique est une critique de l'utilisation de la planification économique comme un substitut du marché pour l'allocation des facteurs de production. Il a d'abord été proposé par Ludwig von Mises dans on article de 1920 intitulé "Economic Calculation in the Socialist Commonwealth" et plus tard étendu par Friedrich Hayek,. Dans son premier article, Mises décrit la nature du système de prix sous le capitalisme, et décrit comment les valeurs subjectives sont traduites en informations objectives nécessaires une allocation rationnelle des ressources dans la société.

« Du fait de la destruction du système des prix, le paradoxe de la « planification » tient à ce qu'il est impossible d'y faire un plan, faute de calcul économique. Ce que l'on dénomme économie planifiée n'est pas une économie du tout. C'est tout juste un système de tâtonnements dans le noir. »

— Ludwig von Mises, Socialisme